# Szczuki (Podlachie)
Pour les articles homonymes, voir Szczuki.
Szczuki est une localité polonaise de la voïvodie de Podlachie et du powiat de Sokółka.